# Peilstein im Mühlviertel
Peilstein im Mühlviertel je městys v rakouské spolkové zemi Horní Rakousy, v okrese Rohrbach.

## Obyvatelstvo

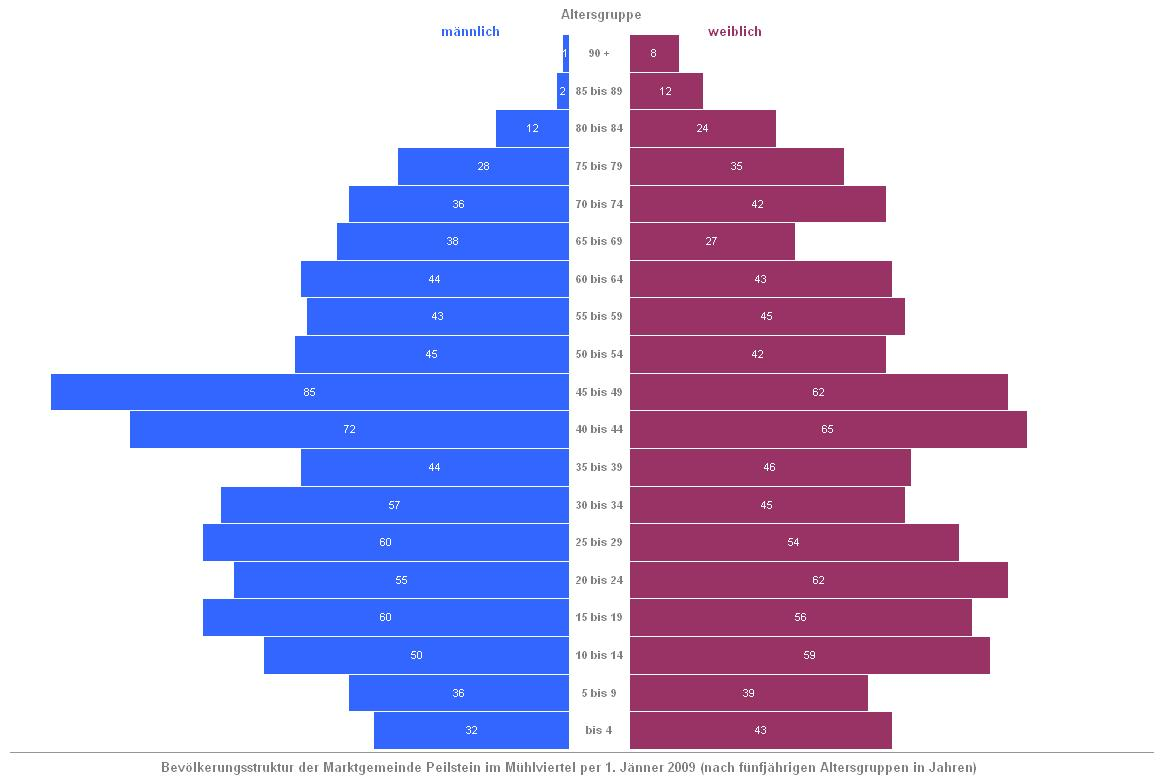
Rozložení populace 2009 Peilstein

V roce 2012 zde žilo 1 588 obyvatel.